# Aetosaurus
Aetosaurus es un género extinto de reptiles arcosaurios pertenecientes al orden Aetosauria . Generalmente se considera que es el aetosaurio más primitivo. Actualmente se reconocen tres especies: A. ferratus, la especie tipo de Alemania e Italia; A. crassicauda de Alemania; y A. arcuatus del este de América del Norte. Se han encontrado especímenes adicionales referidos a Aetosaurus en el Grupo Chinle del suroeste de los Estados Unidos, y en la Formación Fleming Fjord de Groenlandia. Los especímenes de Aetosaurus se encuentran en estratos del noriense.

## Descripción

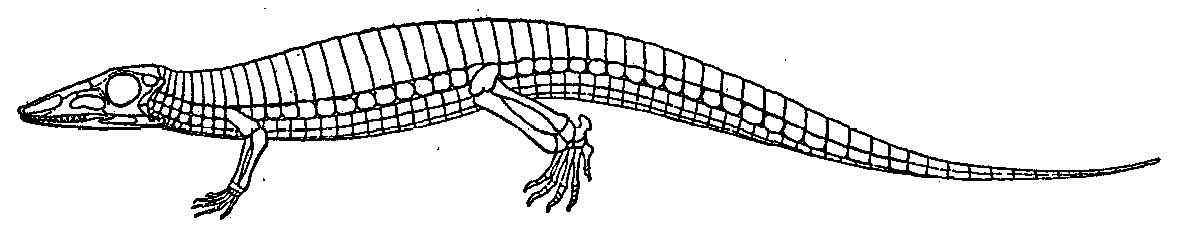
Restauración de Aetosaurus ferratus por Marsh

Aetosaurus era un aetosaurio pequeño y primitivo. A diferencia de los aetosaurios más derivados como Desmatosuchus o Typothorax, el caparazón era largo y estrecho y carecía de púas. Los escudos paramedianos que cubrían la espalda (con una fila a cada lado de las vértebras) son considerablemente más anchos que largos. Los escudos laterales, que están debajo de los paramedianes y formaron una fila a cada lado del animal, no tienen picos ni otras proyecciones.

## Especies

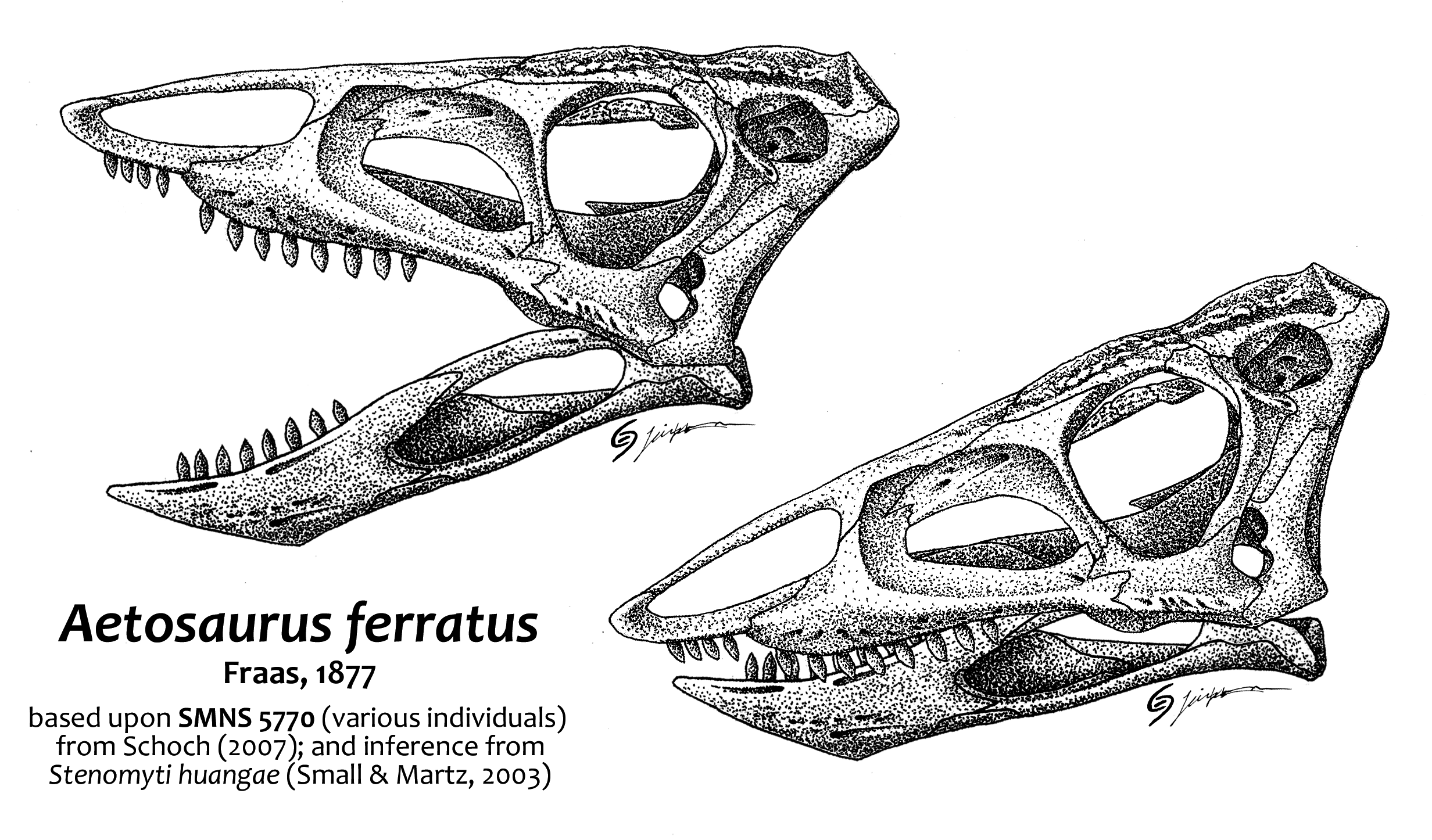
Cráneo reconstruido de A. ferratus

Aetosaurus fue nombrado por primera vez, con la descripción de la especie tipo A. ferratus, en 1877 por el paleontólogo alemán Oscar Fraas. En ese momento, se conocía a Aetosaurus a partir de 22 esqueletos articulados que se habían encontrado en el Bajo Stubensandtein de Alemania. Treinta años después, el hijo de Fraas, Eberhard, describió una segunda especie, A. crassicauda, también de Alemania. A. crassicauda se puede distinguir de A. ferratus por su mayor tamaño; A. crassicauda alcanzó una longitud máxima de 150 cm mientras que A. ferratus alcanzó una longitud de hasta 90 cm.
Además del Stubensandtein en Alemania, A. ferratus también se conoce de la Formación Calcare di Zorzino en Cene, Italia. Los especímenes de Aetosaurus que se han recuperado de la Formación Fleming Fjord en Groenlandia probablemente representan A. ferratus. Algunos materiales del Grupo Chinle en el suroeste de los Estados Unidos probablemente también representan A. ferratus.
En 1998, el género Stegomus fue considerado sinónimo de Aetosaurus. En 1896, el paleontólogo Othniel Charles Marsh nombró a Stegomus arcuatus de un fósil de un aetosaurio conocido como YPM 1647 de la Formación New Haven en Fairfield, Connecticut. Este consistió en el caparazón dorsal. Se han encontrado varios otros moldes que preservan la superficie del cráneo y la cola en la Formación Passaic de los condados de Hunterdon y Somerset, Nueva Jersey y un afloramiento de la Formación Lower Sanford en la cantera Triangle Brick Co. en el condado de Durham, Carolina del Norte. Se descubrió que Stegomus arcuatus era sinónimo de Aetosaurus sobre la base de varias similitudes, incluida la falta de picos y un patrón radial distintivo de ranuras en algunos de los escudos caudales.

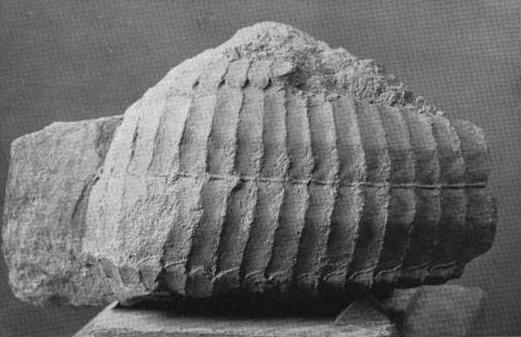
Fotografía de YPM 1647, un espécimen de A. arcuatus

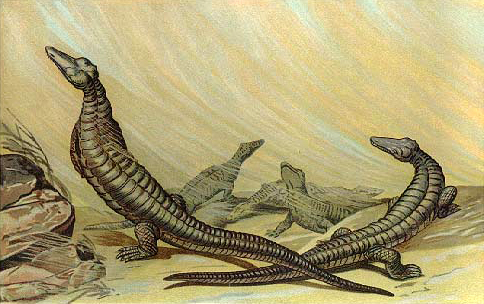
Restauración antigua

A. arcuatus tiene escudos paramedianos que son mucho más anchos que largos, incluso en comparación con otras especies de Aetosaurus. Hay muy pocas picaduras en la superficie de los escudos, aunque la porosidad de la piedra arenisca que forma los moldes se ha confundido con picaduras. La cola se estrecha significativamente más allá de la base. El caparazón está "entallado", lo que significa que se estrecha delante de la pelvis.